# Gemeinschaftsleiter
Gemeinschaftsleiter (en español: Líder de Comunidad) era un rango político del Partido Nacionalsocialista Obrero Alemán que existió entre 1939 y 1945. Creado primeramente para reemplazar el rango más antiguo de Stützpunktleiter, el rango de Gemeinschaftsleiter se usaba a menudo en el nivel local del partido para denotar el segundo al mando de una región municipal, respondiendo a un nacionalsocialista regional conocido por el título de Ortsgruppenleiter.
En los niveles más altos del NSDAP (Condado, Regional y Nacional), el rango de Gemeinschaftsleiter era una posición jerárquica personal de nivel medio, aproximadamente equivalente a un Capitán.
Había tres niveles en el rango: Gemeinschaftsleiter, Obergemeinschaftsleiter y Hauptgemeinschaftsleiter. La insignia hizo uso de cuatro pines o rombos y con barras horizontales para denotar a los grados superiores a este. El rango estaba subordinado al de Abschnittsleiter.

## Insignia

Parche de cuello para un Gemeinschaftsleiter
Parche de cuello para un Obergemeinschaftsleiter
Parche de cuello para un Hauptgemeinschaftsleiter